# Colonia Santa Cecilia, Jalisco
Colonia Santa Cecilia är en ort i Mexiko.   Den ligger i kommunen San Juan de los Lagos och delstaten Jalisco, i den centrala delen av landet, 400 km nordväst om huvudstaden Mexico City. Colonia Santa Cecilia ligger 1 755 meter över havet och antalet invånare är 3 369.
Terrängen runt Colonia Santa Cecilia är platt österut, men västerut är den kuperad. Runt Colonia Santa Cecilia är det ganska tätbefolkat, med 65 invånare per kvadratkilometer. Närmaste större samhälle är San Juan de los Lagos, 2,2 km öster om Colonia Santa Cecilia. I omgivningarna runt Colonia Santa Cecilia växer huvudsakligen savannskog.